# Телест (поэт)
Телест (др.-греч. Τελέστης; IV век до н. э.) — древнегреческий дифирамбический поэт.
Телест был уроженцем сицилийского города Селинунт. Известно, что художник Никомах написал картину в его честь по приказу сикионского тирана Аристрата, а Гарпал представил его дифирамбы Александру Македонскому. Согласно Дионисию Галикарнасскому, дифирамбы Телеста отличались разнообразием ритма и музыкальностью.

## Сочинения
- Эллинские поэты VIII—III вв. до н. э. М.: Ладомир. 1999, с.389 (фрагменты из поэмы «Арго» в переводе М. Л. Гаспарова).
- Афиней. Пир мудрецов. М.: Наука, 2010, с.617-618 (фрагменты из поэм «Арго» и «Асклепий» в переводе Н.Т. Голинкевича).